# Серхио Гойри
Серхио Матусалем Гойри Перес (на испански: Sergio Matusalem Goyri Pérez) е мексикански актьор роден на 14 ноември 1958 г. в Пуебла, Мексико. В България е известен с ролите си в теленовелите като Габино Роура в Моят грях и Росендо Гавилан в Желязната дама

## Биография
Гойри започва своята кариера през 1975 г. като второстепенен актьор в „Противоположни светове“ (Mundos opuestos) с Лусия Мендес. Той се превръща в успешен актьор, както и като режисьор, продуцент и певец. Има пет деца, три от първия му брак и две от втория му с Тели Филипини. Голям фен е на мексиканския футболен отбор „Chivas Rayadas del Guadalajara“. Участвал е и в пиесата „Мъжете са от Марс, жените от Венера“ (Las mujeres son de marte y los hombres de venus), въз основа на бестселър, написан от американския автор Джон Грей.

## Филмография

### Теленовели
- 2025: Нишките на миналото (Los hilos del pasado)
- 2023: Земя на надеждата (Tierra de esperanza) – Рутилио Ферер
- 2022: Трима братя, три сестри 2 (Pasión de Gavilanes 2) – Самуел Кабалеро
- 2021: Проектиране на любовта ти (Diseñando tu amor) – Гилермо
- 2016: Госпожа Асеро 3 (Senora Acero 3) – Чучо Касарес
- 2015: Нека Бог ти прости (Que te perdone Dios) – Фаусто Лопес Гера
- 2013 – 2014: Необуздано сърце (Corazon Indomable) – Алваро Сифуентес
- 2011 – 2012: Два дома (Dos hogares) – Рикардо Валтиера
- 2010: Желязната дама (Soy tu dueña) – Росендо Гавилан
- 2009: Моят грях (Mi pecado) – Габино Роура
- 2007: Любов без грим (Amor sin maquillaje) – Ектор Ибара
- 2006: Битка на страсти (Duelo de pasiones) – Алваро Монтеяно
- 2005: Есенна кожа (Piel de otoño) – Рамон Мендоса
- 2004: Руби (Rubi) – Яго
- 2003: Любимо мое момиче (Niña amada mía) – Виктор Исагире
- 2001: Без грях (Sin pecado concebido) – Емилиано Мартоел
- 2000: Къщата на плажа (La casa en la playa) – Хуан Карлос
- 1996: Все още те обичам (Te sigo amando) – Игнасио Агире
- 1995: Джакпотът (El premio mayor) – Хорхе Доменсаин
- 1991: Откраднат живот (Vida robada) – Карлос Медина Суарес
- 1990: Дни без луна (Días sin luna) – Андрес Монастерио
- 1987: Цената на славата (El precio de la fama) – Хайме Гарай
- 1985: Анджелика (Angélica) – Умберто
- 1983: Проклятието (El maleficio) – Сесар Де Мартино
- 1981: Странните пътища на любовта (Extraños caminos del amor) – Алваро
- 1975: Противоположни светове (Mundos opuestos)